# أكاديمية جاكسون وينك

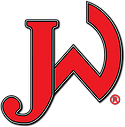
شعار الفريق

أكاديمية جاكسون وينك (بالإنجليزية: Jackson Wink MMA Academy)‏ هي صالة ألعاب رياضية مختلطة للفنون القتالية مقرها في ألباكركي، نيو مكسيكو. ظهرت الصالة الرياضية في العديد من الأفلام الوثائقية، وقد أطلق عليها العديد من مجلات الفنون القتالية المختلطة إحدى أفضل صالات الفنون القتالية المختلطة في العالم.

## مقاتلين بارزين
- أليستير أوفيرم
- أندراي أرلوفسكي
- كلاريسا شيلدز
- كلاي غويدا
- ديريك برانسون
- دونالد سيروني
- دييغو سانشيز
- فرانك مير
- جورج سانت بيير
- جينا كارانو
- هولي هولم
- جو ستيفنسون
- جون جونز
- جون دودسون
- توني فيرغسون